# James James

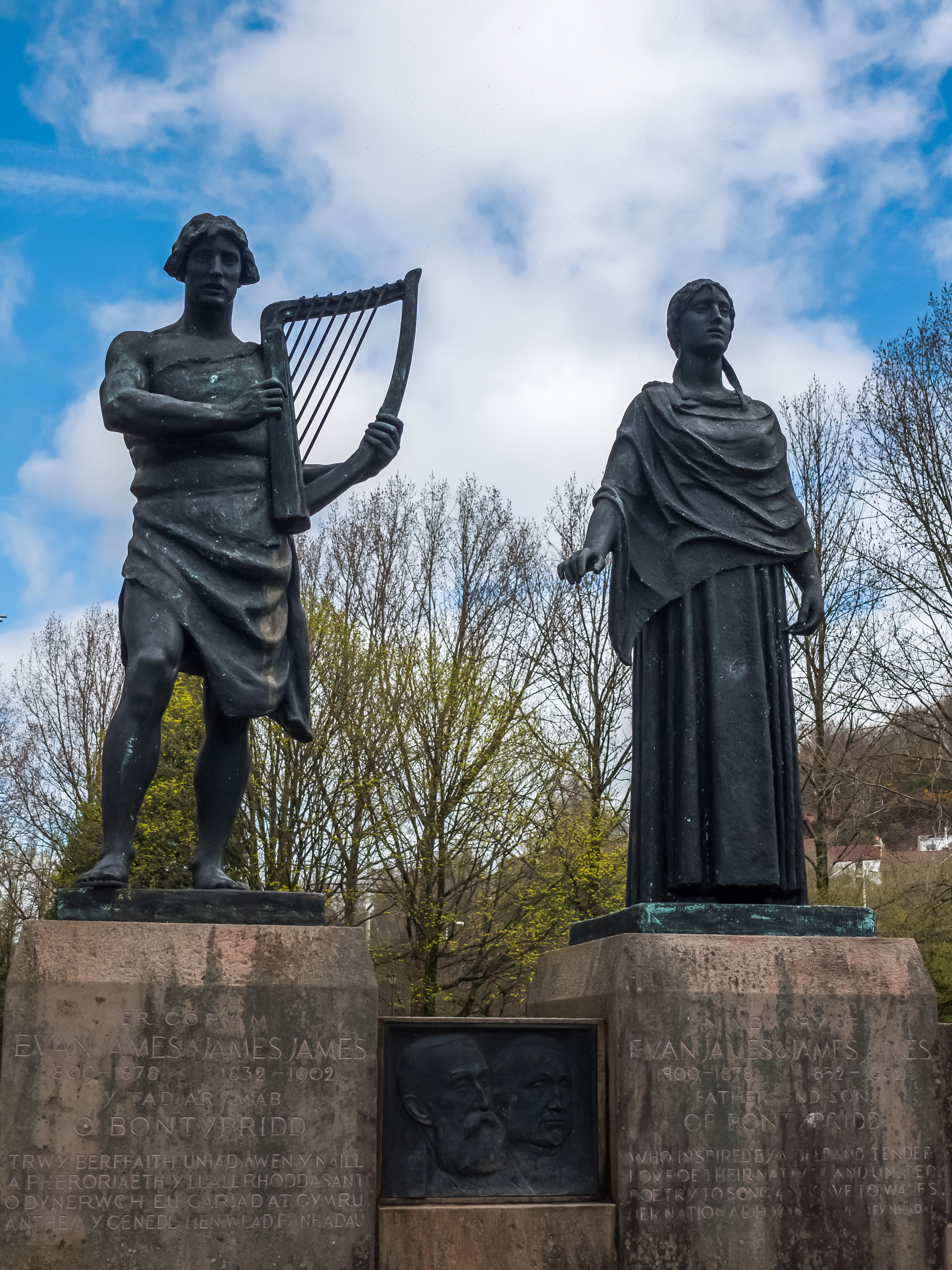
Denkmal im Ynysangharad Park (Pontypridd)

James James, Pseudonym Iago ap Ieuan (* 1833 in Argoed, Bedwellty; † 11. Januar 1902 in Aberdare, Cynon Valley) war ein walisischer Harfist aus Pontypridd. Er komponierte die walisische Nationalhymne Hen Wlad Fy Nhadau (englisch: Land of my Fathers).

## Leben
James wurde am 4. November 1832 im Wirtshaus Ancient Druid in Argoed in der Gemeinde Bedwellty, Monmouthshire, als Sohn von Evan James (1809–1878) und Elizabeth Stradling of Caerphilly geboren. Sein Vater, der unter dem Pseudonym leuan ab lago als Dichter tätig war, siedelte die Familie 1844 nach Pontypridd um, wo er als Weber und Wollhändler tätig war. Sein Sohn war später ebenfalls in dem Unternehmen tätig.
James James komponierte die Melodie des später unter dem Titel Hen Wlad Fy Nhadau bekannt gewordenen Liedes im Januar 1856. Ursprünglich trug das Werk den Titel Glan Rhondda (Die Ufer der Rhondda), da James beim Spaziergang an den Ufern des Flusses Rhondda zu diesem inspiriert wurde. Sein Vater Evan James schrieb den Text zur späteren Hymne.
Im Ynysangharad Park in Pontypridd wurde ein Denkmal für James und Evan James errichtet, das die Musen der Dichtung und der Musik darstellen soll. James James starb am 11. Januar 1902 in Aberdare in Cynon Valley. Er liegt auf dem Friedhof von Aberdare mit seiner Frau Cecilia und seiner Tochter Louisa begraben.